# Ружица (име)
Ружица је српско-хрватско женско име, умањено од Ружа. Познате особе са овим именом су:
- Ружица Сокић, српска глумица